# 전주신동초등학교
전주신동초등학교는 대한민국 전북특별자치도 전주시 덕진구 송천동2가에 있는 공립 초등학교이다.

## 학교 연혁
- 1997년 7월 20일 전주신동초등학교 설립 인가
- 2000년 3월 1일 전주신동초등학교 개교 (33학급 편성, 1380명)
- 2017년 9월 1일 제6대 유옥엽 교장 부임
- 2020년 2월 11일 제20회 졸업 (졸업생 누계 4,736명)
- 2020년 3월 1일 28학급(특수학급포함), 약700명(입학생 92명 포함)

## 학교 상징
- 교화 - 장미
- 교목 - 소나무
- 교조 - 학

## 참고 자료
- 전주신동초등학교 - 한국교육학술정보원 학교알리미